# Dobje, Grosuplje
Dobje je naselje v Občini Grosuplje. Ustanovljeno je bilo leta 1992 iz dela ozemlja naselja Mala Stara vas. Leta 2015 je imelo 14 prebivalcev.